# SHFV-Pokal
Der SHFV-Pokal (offiziell SHFV-LOTTO-Pokal), auch Schleswig-Holstein-Pokal oder Landespokal Schleswig-Holstein, ist der Verbandspokal der Männer des Schleswig-Holsteinischen Fußballverbandes (SHFV). Der Sieger des SHFV-Pokals qualifiziert sich seit 1974 automatisch für den DFB-Pokal. Ist der Sieger bereits über die Liga für den DFB-Pokal qualifiziert, rückt der unterlegene Finalist nach.

## Qualifikation und Spielmodus
Für den SHFV-Pokal sind automatisch die Mannschaften der 3. Liga und der Regionalliga Nord qualifiziert. Außerdem qualifizieren sich die elf Kreispokalsieger aus den Kreisen Herzogtum Lauenburg, Holstein (seit 2019, davor: Kreis Neumünster, Kreis Plön), Kiel, Lübeck, Nordfriesland, Ostholstein, Rendsburg-Eckernförde, Schleswig-Flensburg (seit 2012, davor: Kreis Flensburg, Kreis Schleswig), Segeberg, Stormarn und Westküste (seit 2017, davor: Kreis Dithmarschen, Kreis Steinburg).
Des Weiteren qualifiziert sich seit der Saison 2019/20 der Pokalsieger des Flens Cup - Meister der Meister aus dem Vorjahr. Sollten weniger als 16 Mannschaften über diese Wege zusammenkommen, qualifizieren sich weitere Mannschaften der Kreisfußballverbände in der Reihenfolge der Anzahl an Herren-Mannschaften im Spielbetrieb.
Der SHFV-Pokal wird über vier Runden im K.-o.-System ausgetragen, sollten mehr als 16 Mannschaften qualifiziert sein, wird eine zusätzliche Qualifikationsrunde durchgeführt. Die jeweiligen Paarungen werden im Losverfahren ermittelt, wobei ein Aufeinandertreffen von Mannschaften oberhalb der Schleswig-Holstein-Liga erst im Viertelfinale möglich ist. Jede Mannschaft hat pro Runde nur ein Spiel, welches bei einem Unentschieden nach 90 Minuten verlängert und ggf. im Elfmeterschießen entschieden wird.
Von 2013 bis 2020 werden die Pokalendspiele in der Regel in Lübeck im Stadion an der Lohmühle ausgetragen. Erreicht Holstein Kiel, jedoch nicht der VfB Lübeck, das Finale, so findet dies automatisch im Holstein-Stadion statt. Eine Ausnahme hiervon stellte das Finale der Saison 2017/18 dar, als sich weder der VfB Lübeck noch Holstein Kiel für das Endspiel qualifizieren konnten, woraufhin beschlossen wurde, das Spiel aufgrund der Finalteilnahme des SC Weiche Flensburg 08 im Manfred-Werner-Stadion in Flensburg auszutragen. In der Saison 2019/20 wurde das Endspiel trotz einer Finalteilnahme des VfB Lübecks nicht auf der Lohmühle, sondern im Uwe Seeler Fußball Park in Malente ausgetragen, um die strengen coronabedingten Auflagen einhalten zu können. Seitdem wird die ursprüngliche Regelung nicht mehr angewendet und der Endspielort jede Saison jeweils unter Berücksichtigung der Finalteilnehmer bestimmt.

## Statistiken

### Karte aller Sieger
| VfB Lübeck |

| Holstein Kiel |

| Itzehoer SV |

| VfR Neumünster |

| BSC Brunsbüttel |

| Büdelsdorfer TSV |

| SC Weiche Flensburg 08 |

| SV Friedrichsort |

| Heider SV |

| TuS Hoisdorf |

| FC Kilia Kiel |

| TSV Pansdorf |

| TSV Westerland |

| 1. FC Phönix Lübeck |

| Eichholzer SV |

| Blau-Weiß Friedrichstadt |

| Husumer SV |

| VfL Kellinghusen |

| TuS Gaarden |

| VfB Kiel |

| TSV Plön |

| Rendsburger TSV |

| SV Schleswig 06 |

| SV Todesfelde |

### Siegerliste bis 1999
1953/54: TSV Brunsbüttelkoog
1954/55: Itzehoer SV
1955/56: VfB Lübeck
1956/57: Flensburg 08
1957/58: SV Friedrichsort
1958/59: SV Friedrichsort
1959/60: Frisia Husum
1960/61: Holstein Kiel II
1961/62: Holstein Kiel II
1962/63: Büdelsdorfer TSV
1963/64: Itzehoer SV
1964/65: Borussia Kiel
1965/66: Holstein Kiel II
1966/67: Büdelsdorfer TSV
1967/68: Schleswig 06
1968/69: VfB Kiel
1969/70: TSV Westerland
1970/71: Eichholzer SV
1971/72: TSV Pansdorf
1972/73: TSV Westerland
1973/74: VfR Neumünster
1974/75: Itzehoer SV
1975/76: 1. FC Phönix Lübeck
1976/77: Rendsburger TSV
1977/78: Holstein Kiel
1978/79: Heider SV
1979/80: TSV Plön
1980/81: BSC Brunsbüttel
1981/82: Heider SV
1982/83: Holstein Kiel
1983/84: VfL Kellinghusen
1984/85: Itzehoer SV
1985/86: Blau-Weiß Friedrichstadt
1986/87: VfB Lübeck
1987/88: TuS Hoisdorf
1988/89: TuS Hoisdorf
1989/90: FC Kilia Kiel
1990/91: Holstein Kiel
1991/92: VfB Lübeck
1992/93: FC Kilia Kiel
1993/94: Holstein Kiel
1994/95: VfB Lübeck
1995/96: Holstein Kiel
1996/97: TSV Pansdorf
1997/98: VfB Lübeck
1998/99: VfB Lübeck

### Endspiele ab 2000
| Spielzeit                                                                             | Austragungsort   | Pokalsieger 1               | Finalist 1                  | Ergebnis                          |
| ------------------------------------------------------------------------------------- | ---------------- | --------------------------- | --------------------------- | --------------------------------- |
| 1999/00                                                                               | Flensburg        | VfB Lübeck (III)            | Flensburg 08 (V)            | 5:0                               |
| 2000/01                                                                               | Altenholz        | VfB Lübeck (III)            | TSV Altenholz (IV)          | 5:0                               |
| 2001/02                                                                               | Heide            | Holstein Kiel (III)         | Heider SV (IV)              | 1:0                               |
| 2002/03                                                                               | Flensburg        | Holstein Kiel (III)         | Flensburg 08 (IV)           | 4:0                               |
| 2003/04                                                                               | Itzehoe          | VfR Neumünster (III)        | Itzehoer SV (V)             | 1:0                               |
| 2004/05                                                                               | Henstedt-Ulzburg | Holstein Kiel (III)         | SV Henstedt-Rhen (V)        | 4:1                               |
| 2005/06                                                                               | Kropp            | VfB Lübeck (III)            | TSV Kropp (IV)              | 4:0                               |
| 2006/07                                                                               | Kiel             | Holstein Kiel (III)         | TSV Kropp (V)               | 9:2                               |
| 2007/08                                                                               | Kiel             | Holstein Kiel (IV)          | VfB Lübeck (III)            | 1:0 (0:0)                         |
| 2008/09                                                                               | Neumünster       | VfB Lübeck (IV)             | VfR Neumünster (V)          | 2:1 n. V. (1:1, 0:0)              |
| 2009/10                                                                               | Kiel             | VfB Lübeck (IV)             | Holstein Kiel (III)         | 2:0 (1:0)                         |
| 2010/11                                                                               | Lübeck           | Holstein Kiel (IV)          | VfB Lübeck (IV)             | 3:0 (1:0)                         |
| 2011/12                                                                               | Lübeck           | VfB Lübeck (IV)             | ETSV Weiche (V)             | 4:2 n. V. (1:0, 2:2)              |
| 2012/13                                                                               | Neumünster       | VfR Neumünster (IV)         | TSV Kropp (V)               | 1:0                               |
| 2013/14                                                                               | Kiel             | Holstein Kiel (III)         | ETSV Weiche (IV)            | 1:1 n. V. (1:1, 1:1), 13:12 i. E. |
| 2014/15                                                                               | Lübeck           | VfB Lübeck (IV)             | Holstein Kiel (III)         | 1:0                               |
| 2015/16                                                                               | Lübeck           | VfB Lübeck (IV)             | ETSV Weiche (IV)            | 2:1 (0:1)                         |
| 2016/17                                                                               | Kiel             | Holstein Kiel (III)         | SV Eichede (IV)             | 4:2 (2:2)                         |
| 2017/18                                                                               | Flensburg        | SC Weiche Flensburg (IV)    | Husumer SV (VI)             | 3:0 (1:0)                         |
| 2018/19                                                                               | Lübeck           | VfB Lübeck (IV)             | SC Weiche Flensburg 08 (IV) | 1:0 (0:0)                         |
| 2019/20                                                                               | Malente          | SV Todesfelde (V)           | VfB Lübeck (IV)             | 3:2 (1:2)                         |
| 2020/21                                                                               | Malente          | SC Weiche Flensburg 08 (IV) | 1. FC Phönix Lübeck (IV)    | 2:1 n. V. (1:0, 1:1)              |
| 2021/22                                                                               | Flensburg        | VfB Lübeck (IV)             | TSB Flensburg (V)           | 2:2 n. V. (2:2, 0:2), 8:7 i. E.   |
| 2022/23                                                                               | Flensburg        | VfB Lübeck (IV)             | SC Weiche Flensburg 08 (IV) | 2:1 (0:0)                         |
| 2023/24                                                                               | Todesfelde       | 1. FC Phönix Lübeck (IV)    | SV Todesfelde (V)           | 3:1 (1:1)                         |
| 2024/25                                                                               | Lübeck           | VfB Lübeck (IV)             | Kaltenkirchener TS (VI)     | 2:1 (2:0)                         |
| 1 In Klammern ist die Spielklasse des Vereins zum Zeitpunkt des Finalspiels angegeben |                  |                             |                             |                                   |

### Rekorde

#### Pokalsieger nach Verein
| Rang | Verein                   | Pokalsiege | Jahr(e) |
| --- | ------------------------ | ---------- | --- |
| 1 | VfB Lübeck               | 180        | 1956, 1987, 1992, 1995, 1998, 1999, 2000, 2001, 2006, 2009, 2010, 2012, 2015, 2016, 2019, 2022, 2023, 2025 |
| 2 | Holstein Kiel            | 160        | 1961 1, 1962 1, 1966 1, 1978, 1983, 1991, 1994, 1996, 2002, 2003, 2005, 2007, 2008, 2011, 2014, 2017       |
| 3 | Itzehoer SV              | 4          | 1955, 1964, 1975, 1985                                                                                     |
| 4 | SC Weiche Flensburg 08   | 3          | 1957 2, 2018, 2021                                                                                         |
| 4 | VfR Neumünster           | 3          | 1974, 2004, 2013                                                                                           |
| 6 | BSC Brunsbüttel          | 2          | 1954 3, 1981                                                                                               |
| 6 | Büdelsdorfer TSV         | 2          | 1963, 1967                                                                                                 |
| 6 | SV Friedrichsort         | 2          | 1958, 1959                                                                                                 |
| 6 | Heider SV                | 2          | 1979, 1982                                                                                                 |
| 6 | TuS Hoisdorf             | 2          | 1988, 1989                                                                                                 |
| 6 | FC Kilia Kiel            | 2          | 1990, 1993                                                                                                 |
| 6 | TSV Pansdorf             | 2          | 1972, 1997                                                                                                 |
| 6 | TSV Westerland           | 2          | 1970, 1973                                                                                                 |
| 6 | 1. FC Phönix Lübeck      | 2          | 1976, 2024                                                                                                 |
| 150 | Eichholzer SV            | 1          | 1971 |
| 150 | Blau-Weiß Friedrichstadt | 1          | 1986 |
| 150 | TuS Gaarden              | 1          | 1965 4 |
| 150 | Husumer SV               | 1          | 1960 5 |
| 150 | VfL Kellinghusen         | 1          | 1984 |
| 150 | VfB Kiel                 | 1          | 1969 |
| 150 | TSV Plön                 | 1          | 1980 |
| 150 | Rendsburger TSV          | 1          | 1977 |
| 150 | Schleswig 06             | 1          | 1968 |
| 150 | SV Todesfelde            | 1          | 2020 |
| 1 Die drei Titel wurden von der zweiten Mannschaft, Holstein Kiel II, gewonnen. 2 Der Titel wurde vom Vorgängerverein, dem Flensburg 08 (), gewonnen. 3 Der Titel wurde vom Vorgängerverein, dem TSV Brunsbüttelkoog (), gewonnen. 4 Der Titel wurde vom Vorgängerverein, dem Borussia Gaarden, gewonnen. 5 Der Titel wurde vom Vorgängerverein, Frisia Husum (), gewonnen. |                          |            | |

#### Pokalsieger nach Kreis
| Rang | Kreis                         | Pokalsiege | Vereine                                                                                      |
| ---- | ----------------------------- | ---------- | -------------------------------------------------------------------------------------------- |
| 1    | Kiel (kreisfreie Stadt)       | 220        | Holstein Kiel, Holstein Kiel II, SV Friedrichsort, FC Kilia Kiel, Borussia Gaarden, VfB Kiel |
| 2    | Lübeck (kreisfreie Stadt)     | 210        | VfB Lübeck, Eichholzer SV, Phönix Lübeck                                                     |
| 3    | Steinburg                     | 5          | Itzehoer SV, VfL Kellinghusen                                                                |
| 4    | Dithmarschen                  | 4          | Heider SV, TSV Brunsbüttelkoog, BSC Brunsbüttel                                              |
| 4    | Nordfriesland                 | 4          | TSV Westerland, Frisia Husum, Blau-Weiß Friedrichstadt                                       |
| 6    | Neumünster (kreisfreie Stadt) | 3          | VfR Neumünster                                                                               |
| 6    | Rendsburg-Eckernförde         | 3          | Büdelsdorfer TSV, Rendsburger TSV                                                            |
| 6    | Flensburg (kreisfreie Stadt)  | 3          | Flensburg 08, SC Weiche Flensburg 08                                                         |
| 9    | Ostholstein                   | 2          | TSV Pansdorf                                                                                 |
| 9    | Stormarn                      | 2          | TuS Hoisdorf                                                                                 |
| 110  | Plön                          | 1          | TSV Plön                                                                                     |
| 110  | Schleswig-Flensburg           | 1          | Schleswig 06                                                                                 |
| 110  | Segeberg                      | 1          | SV Todesfelde                                                                                |

#### Pokalsieger nach Abschneiden
Aufgeführt sind alle Vereine, die als SHFV-Pokalsieger über die 1. Runde des DFB-Pokals hinausgekommen sind. Nicht aufgeführt ist das Abschneiden der SHFV-Vereine, die nicht als Landespokalsieger für den DFB-Pokal qualifiziert waren.
|  | Verein                   | Viertelfinale | Achtelfinale | 3. Runde | 2. Runde                                    |
|  | ------------------------ | ------------- | ------------ | -------- | ------------------------------------------- |
|  | Holstein Kiel            | 2011/12       | 1978/79      | -        | 1983/84, 1991/92, 2002/03, 2017/18          |
|  | VfB Lübeck               | -             | -            | -        | 1999/00, 2000/01, 2006/07, 2009/10, 2022/23 |
|  | Blau-Weiß Friedrichstadt | -             | -            | -        | 1986/87                                     |
|  | TuS Hoisdorf             | -             | -            | -        | 1988/89, 1989/90                            |
|  | SC Weiche Flensburg 08   | -             | -            | -        | 2018/19                                     |